# Insculptarenula
Insculptarenula es un género de foraminífero bentónico de la subfamilia Adercotryminae, de la familia Adercotrymidae, de la superfamilia Trochamminoidea, del suborden Trochamminina, y del orden Trochamminida. > Su especie tipo es Trochammina texana. Su rango cronoestratigráfico abarca el Cretácico superior.

## Discusión
Clasificaciones previas incluían Insculptarenula en la subfamilia Trochammininae, de la familia Trochamminidae, así como en el suborden Textulariina del orden Textulariida. Otras clasificaciones lo han incluido en el Orden Lituolida.

## Clasificación
Insculptarenula incluye a las siguientes especies:
- Insculptarenula gyroides †
- Insculptarenula inversa †
- Insculptarenula texana †